# IPod classic
iPod classic（アイポッド クラシック）は、Appleが発売していたハードディスクドライブ内蔵型デジタルオーディオプレーヤーである。この項目では別モデルとして発売されたiPod photoも扱う。

## 概要
iPodファミリーの源流となった製品であり、第5世代までは単にiPodという名称として発売されていた。その後iPod mini、iPod nano、iPhone、iPod Touchなどの派生製品の登場に伴い、第6世代以降はこの名称への変更を受けている。
iPod以前のMP3プレーヤーとしては、1998年にセハン・インフォメーション・システムから発売された「mpman」、1999年にダイアモンド・マルチメディアから発売された「Rio」などが存在した。だが、mpmanは音源データをパーソナルコンピュータのパラレルポートから転送する形式を取るなど不便さが存在し、データ作成時の著作権に関してはアメリカレコード協会との間で訴訟が発生するなどの事態もあった。その後も同様のポータブルオーディオが発売されたが、国毎に解釈が異なる圧縮音源の著作権問題も絡み、広くは普及していなかった。
Appleは圧縮フォーマットとして著作権保護の仕様があるAACを用い、業界内との協議を経た上で同意を得て、2001年に独自のインタフェースを持つ同機種の発売に至った。転送・管理ソフトには既存のメディアプレーヤーだった「iTunes」が充当され、バージョン2.0から対応している。
全シリーズに共通する仕様として、上部に搭載された液晶画面と、下部に配置されたホイール操作機構、磨き上げられた背面のステンレス筐体が特徴として挙げられる。また、第5世代までは光沢のある白いプラスチック筐体をブランドイメージにしていた。この「四角と丸で表す事ができる」印象的なデザインは、しばしばiPodシリーズのアイコンとして認識されている。
シリーズを通して1.8インチハードディスクドライブを採用しており、同世代ではフラッシュメモリを使用した他のiPodシリーズよりもストレージ容量が多い。販売終了時点ではiPodシリーズで唯一のハードディスクドライブ搭載機種であった。

## 終焉
2014年9月10日に開かれたAppleスペシャルイベントの終了後、公式サイトのApple Storeでの取り扱いがなくなり、各メディアにおいて販売が終了したことが報道された。これにより2001年から続いた特徴的なスクロールホイールを搭載した全てのiPodがラインナップから姿を消したこととなる。

## 世代ごとの特徴

### 一覧
| 世代                                  | 外観                   | 容量 | 色                                     | 接続端子          | 発売日                           | 価格（円）                                                 | OS最低条件                   | 再生時間                                           |
| ------------------------------------- | ---------------------- | --- | -------------------------------------- | ----------------- | -------------------------------- | ---------------------------------------------------------- | ---------------------------- | -------------------------------------------------- |
| 第1世代                               | 第1世代iPod            | 5GB | ホワイト                               | FireWire          | 2001年11月17日                   | 47,800                                                     | Mac：9.2.1, 10.1             | 音楽：10時間                                       |
| 第1世代                               | 第1世代iPod            | 10GB | ホワイト                               | FireWire          | 2002年3月23日                    | 62,800                                                     | Mac：9.2.1, 10.1             | 音楽：10時間                                       |
| 第1世代                               | 第1世代iPod            | 最初のモデル。スクロールホイールを採用し、後に10GBモデルが発売された。Windowsとの互換性は無い。                      |                                        |                   |                                  |                                                            |                              |                                                    |
| 第1世代 （改訂版）                    | 第1世代iPod            | 5GB | ホワイト                               | FireWire          | 2002年8月 （Windows版は9月19日） | 36,800                                                     | Mac：9.2.2, 10.1.4 Win：2000 | 音楽：10時間                                       |
| 第1世代 （改訂版）                    | 第1世代iPod            | スクロールホイール搭載。Windows互換モデルが初めて発売された。                                                        |                                        |                   |                                  |                                                            |                              |                                                    |
| 第2世代                               | 第2世代iPod（2002）    | 10GB | ホワイト                               | FireWire          | 2002年8月                        | 47,800                                                     | Mac：9.2.2, 10.1.4 Win：2000 | 音楽：10時間                                       |
| 第2世代                               | 第2世代iPod（2002）    | 20GB | ホワイト                               | FireWire          | 2002年8月                        | 59,800                                                     | Mac：9.2.2, 10.1.4 Win：2000 | 音楽：10時間                                       |
| 第2世代                               | 第2世代iPod（2002）    | タッチホイール搭載。                                                                                                 |                                        |                   |                                  |                                                            |                              |                                                    |
| 第3世代                               | 第3世代iPod            | 10GB | ホワイト                               | FireWire          | 2003年5月9日                     | 36,800                                                     | Mac：10.1.5 Win：2000        | 音楽：8時間                                        |
| 第3世代                               | 第3世代iPod            | 15GB | ホワイト                               | FireWire          | 2003年5月9日                     | 47,800                                                     | Mac：10.1.5 Win：2000        | 音楽：8時間                                        |
| 第3世代                               | 第3世代iPod            | 30GB | ホワイト                               | FireWire          | 2003年5月9日                     | 59,800                                                     | Mac：10.1.5 Win：2000        | 音楽：8時間                                        |
| 第3世代                               | 第3世代iPod            | タッチボタンを使用した操作に刷新された。ドックコネクタを採用し、本体がより薄くなった。                               |                                        |                   |                                  |                                                            |                              |                                                    |
| 第3世代 （改訂版）                    | 第3世代iPod            | 10GB | ホワイト                               | FireWire          | 2003年9月13日                    | 36,800                                                     | Mac：10.1.5 Win：2000        | 音楽：8時間                                        |
| 第3世代 （改訂版）                    | 第3世代iPod            | 20GB | ホワイト                               | FireWire          | 2003年9月13日                    | 47,800                                                     | Mac：10.1.5 Win：2000        | 音楽：8時間                                        |
| 第3世代 （改訂版）                    | 第3世代iPod            | 40GB | ホワイト                               | FireWire          | 2003年9月13日                    | 59,800                                                     | Mac：10.1.5 Win：2000        | 音楽：8時間                                        |
| 第3世代 （再改訂版）                  | 第3世代iPod            | 15GB | ホワイト                               | FireWire          | 2004年1月7日                     | 31,800                                                     | Mac：10.1.5 Win：2000        | 音楽：8時間                                        |
| 第3世代 （再改訂版）                  | 第3世代iPod            | 20GB | ホワイト                               | FireWire          | 2004年1月7日                     | 42,800                                                     | Mac：10.1.5 Win：2000        | 音楽：8時間                                        |
| 第3世代 （再改訂版）                  | 第3世代iPod            | 40GB | ホワイト                               | FireWire          | 2004年1月7日                     | 52,800                                                     | Mac：10.1.5 Win：2000        | 音楽：8時間                                        |
| 第4世代                               | 第4世代iPod            | 20GB | ホワイト                               | FireWireまたはUSB | 2004年7月21日                    | 33,390                                                     | Mac：10.1.5 Win：2000        | 音楽：12時間                                       |
| 第4世代                               | 第4世代iPod            | 20GB | ブラック/レッド （U2 Special Edition） | FireWireまたはUSB | 2004年11月                       | 40,740                                                     | Mac：10.1.5 Win：2000        | 音楽：12時間                                       |
| 第4世代                               | 第4世代iPod            | 40GB | ホワイト                               | FireWireまたはUSB | 2004年7月21日                    | 44,940                                                     | Mac：10.1.5 Win：2000        | 音楽：12時間                                       |
| 第4世代                               | 第4世代iPod            | iPod miniと同様のクリックホイールを採用。コストダウンのため同梱物が減った。                                          |                                        |                   |                                  |                                                            |                              |                                                    |
| iPod photo                            | fourth generation iPod | 40GB | ホワイト                               | FireWireまたはUSB | 2004年11月                       | 57,540                                                     | Mac：10.2.8 Win：2000        | 音楽：15時間 スライドショー：5時間                 |
| iPod photo                            | fourth generation iPod | 60GB | ホワイト                               | FireWireまたはUSB | 2004年11月                       | 70,140                                                     | Mac：10.2.8 Win：2000        | 音楽：15時間 スライドショー：5時間                 |
| iPod photo                            | fourth generation iPod | 第4世代の特別仕様という位置付けでカラー液晶と写真表示機能を搭載した。                                                |                                        |                   |                                  |                                                            |                              |                                                    |
| iPod photo （改訂版）                 | fourth generation iPod | 30GB | ホワイト                               | FireWireまたはUSB | 2005年2月23日                    | 38,800                                                     | Mac：10.2.8 Win：2000        | 音楽：15時間 スライドショー：5時間                 |
| iPod photo （改訂版）                 | fourth generation iPod | 60GB | ホワイト                               | FireWireまたはUSB | 2005年2月23日                    | 49,800                                                     | Mac：10.2.8 Win：2000        | 音楽：15時間 スライドショー：5時間                 |
| iPod photo （改訂版）                 | fourth generation iPod | 同梱物が減り価格が下げられた。iPodカメラコネクタによりPCを介さずデジタルカメラのデータを表示できる。                 |                                        |                   |                                  |                                                            |                              |                                                    |
| 第4世代 （カラー液晶）                | 第4世代iPod            | 20GB | ホワイト                               | FireWireまたはUSB | 2005年6月28日                    | 32,800                                                     | Mac：10.2.8 Win：2000        | 音楽：15時間 スライドショー：5時間                 |
| 第4世代 （カラー液晶）                | 第4世代iPod            | 20GB | ブラック/レッド （U2 Special Edition） | FireWireまたはUSB | 2005年6月28日                    | 36,800                                                     | Mac：10.2.8 Win：2000        | 音楽：15時間 スライドショー：5時間                 |
| 第4世代 （カラー液晶）                | 第4世代iPod            | 60GB | ホワイト                               | FireWireまたはUSB | 2005年6月28日                    | 45,800                                                     | Mac：10.2.8 Win：2000        | 音楽：15時間 スライドショー：5時間                 |
| 第4世代 （カラー液晶）                | 第4世代iPod            | カラー液晶の搭載によりiPod photoとiPodシリーズが統合された。                                                         |                                        |                   |                                  |                                                            |                              |                                                    |
| 第5世代                               | fifth generation iPod  | 30GB | ホワイト ブラック                      | USB               | 2005年10月20日                   | 34,800                                                     | Mac：10.3.9 Win：2000        | 音楽：14時間 スライドショー：3時間 ビデオ：2時間   |
| 第5世代                               | fifth generation iPod  | 30GB | ブラック/レッド （U2 Special Edition） | USB               | 2006年6月                        | 38,800                                                     | Mac：10.3.9 Win：2000        | 音楽：14時間 スライドショー：3時間 ビデオ：2時間   |
| 第5世代                               | fifth generation iPod  | 60GB | ホワイト ブラック                      | USB               | 2005年10月20日                   | 46,800                                                     | Mac：10.3.9 Win：2000        | 音楽：20時間 スライドショー：4時間 ビデオ：3時間   |
| 第5世代                               | fifth generation iPod  | 大画面化と薄型化によるリデザイン。ビデオ再生が可能になった。通常モデルとして初めてホワイト以外のカラーが追加された。 |                                        |                   |                                  |                                                            |                              |                                                    |
| 第5世代 （改訂版）                    | fifth generation iPod  | 30GB | ホワイト ブラック                      | USB               | 2006年9月12日                    | 29,800                                                     | Mac：10.3.9 Win：2000        | 音楽：14時間 スライドショー：4時間 ビデオ：3.5時間 |
| 第5世代 （改訂版）                    | fifth generation iPod  | 80GB | ホワイト ブラック                      | USB               | 2006年9月12日                    | 42,800                                                     | Mac：10.3.9 Win：2000        | 音楽：20時間 スライドショー：6時間 ビデオ：6.5時間 |
| 第5世代 （改訂版）                    | fifth generation iPod  | バッテリー持続時間が増加し、検索機能が追加された。                                                                   |                                        |                   |                                  |                                                            |                              |                                                    |
| 第6世代 （iPod classic）              | 第6世代iPod            | 80GB | シルバー ブラック                      | USB               | 2007年9月                        | 29,800                                                     | Mac：10.4.8 Win：XP SP2      | 音楽：30時間 ビデオ：5時間                         |
| 第6世代 （iPod classic）              | 第6世代iPod            | 160GB | シルバー ブラック                      | USB               | 2007年9月                        | 42,800                                                     | Mac：10.4.8 Win：XP SP2      | 音楽：40時間 ビデオ：7時間                         |
| 第6世代 （iPod classic）              | 第6世代iPod            | 前面がアルミニウム素材になり"iPod classic"シリーズに改名された。ホワイトが廃止になりシルバーモデルをラインナップ。   |                                        |                   |                                  |                                                            |                              |                                                    |
| 第6世代 （iPod classic） （改訂版）   | 第6世代iPod            | 120GB | シルバー ブラック                      | USB               | 2008年9月10日                    | 29,800                                                     | Mac：10.4.11 Win：XP SP3     | 音楽：36時間 ビデオ：6時間                         |
| 第6世代 （iPod classic） （改訂版）   | 第6世代iPod            | Genius機能が追加。160GBモデルが廃止され80GBモデルが120GBに増量された。                                               |                                        |                   |                                  |                                                            |                              |                                                    |
| 第6世代 （iPod classic） （再改訂版） | 第6世代iPod            | 160GB | シルバー ブラック                      | USB               | 2009年9月10日                    | 24,800 22,800（2010.9） 20,800（2011.10） 24,800（2013.5） | Mac：10.4.11 Win：XP SP3     | 音楽：36時間 ビデオ：6時間                         |
| 第6世代 （iPod classic） （再改訂版） | 第6世代iPod            | 容量が160GBになった。Genius Mixに対応した。                                                                          |                                        |                   |                                  |                                                            |                              |                                                    |

### 第1世代

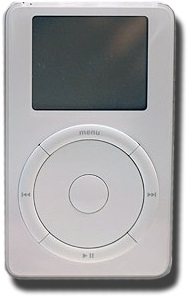
初代iPod

2001年10月23日に発表、2001年11月17日に発売（399ドル）。キャッチコピー「1,000曲の音楽をポケットに入れて持ち運ぶ」に5GBのハードディスクドライブを搭載した。評論家は発売当初単価を酷評したが、iPodは市場内ですぐにヒットする事となる。本体の重さは185g、コントローラーには「スクロールホイール」が採用され、実際にドーナッツ型の部分を回す仕組みだった。初代iPodはMac専用で、Windowsには対応していなかった。 その後2002年8月には299ドルに値下げされるとともに、Windows用が追加された。
2002年3月21日には、10GBモデル（約2,000曲、499ドル）が発表され、カレンダー・アドレス帳等の同期も可能となった。
前面寸法は最新モデルまでほぼ完全に維持されており、カセットテープと全く同じ大きさである。

### 第2世代

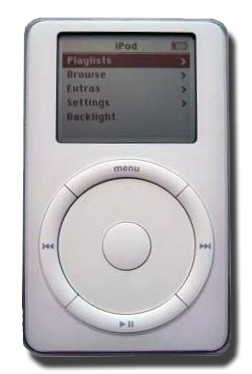
第2世代iPod

2002年7月17日の Macworld で発表された第2世代iPodは、容量が 10GB（約2,000曲）および 20GB（約4,000曲）となり、初代の機械式スクロールホイールに代わって、"タッチホイール"と呼ばれる、指でなぞったことを感知するSynaptics社によるタッチセンサーが採用された。ただし、ホイール周囲のボタンは機械式のままである。新しい東芝社製ハードディスクドライブの搭載により、20GBモデルは厚さと重さで初代モデルをわずかに上回ったが、10GBモデルは薄くなった。また、5GBモデルが36,800円（299ドル）、10GBモデルが47,800円（399ドル）、そして20GBモデルが59,800円（499ドル）と、第一世代に比べ同容量分ではそれぞれ値下げとなった。
この世代で初めてWindowsに対応し、パッケージはOSごとにMac用とWindows用の2つに分けられていた。

### 第3世代

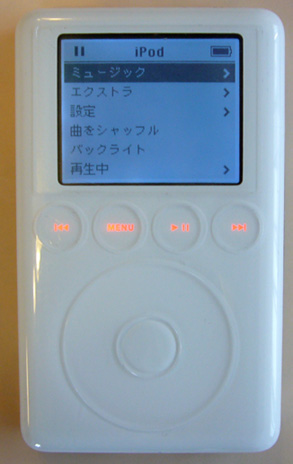
第3世代iPod

2003年4月28日発表。当世代は、10GBモデルが36,800円（299ドル）、15GBモデルが47,800円（399ドル）、そして30GBモデルが59,800円（499ドル）となり、第2世代に比べ同容量分でそれぞれ値下げとなった。2003年9月には15GBモデルを20GB（約5,000曲）に、30GBモデルを40GB（約10,000曲）にそれぞれ改訂したものの、価格の変更はなかった。後に10GBモデルも15GBへ改訂された。
パッケージにWindows用・Mac用の区別がなくなったのはこの世代からである。
第3世代iPodではFireWireコネクタの代わりに、より薄く平らな形状をした専用の「Dockコネクタ」と呼ばれる30ピン・コネクターが採用された。これは同時に導入した新しいiPodドックに、うまく接続できるよう導入された。299ドルで販売されたモデルを除く、全ての第3世代iPodにドックおよびiPodを収納するケースが同梱された。この世代からUSB接続での利用が可能になったが、この時点ではまだiPodの充電には6ピンのFireWire端子、またはFireWire端子を持つiPod ACアダプタへの接続が必要となる。

従来、ホイールの周囲にあった「再生」などの機械式ボタンはホイールと画面の間に横一列に並べられ、ホイール中央のボタンとともにタッチセンサー方式に改められた。これらのボタンは指が触れたことを感知し、画面のバックライトが点灯している間はボタンがオレンジ色に光るがこれはこの世代のみの仕様である。
2003年10月17日、パソコン上のオーディオデジタルデータの管理およびiPodへの転送ソフトとして好評だったiTunesのWindows版が発表された。それまでサードパーティー製の転送ソフトを利用していたWindowsユーザーも、ここで初めてiTunesとiPodの連携による使い勝手の良さを実感でき、この後の飛躍的な売上増加に貢献した。

### 第4世代

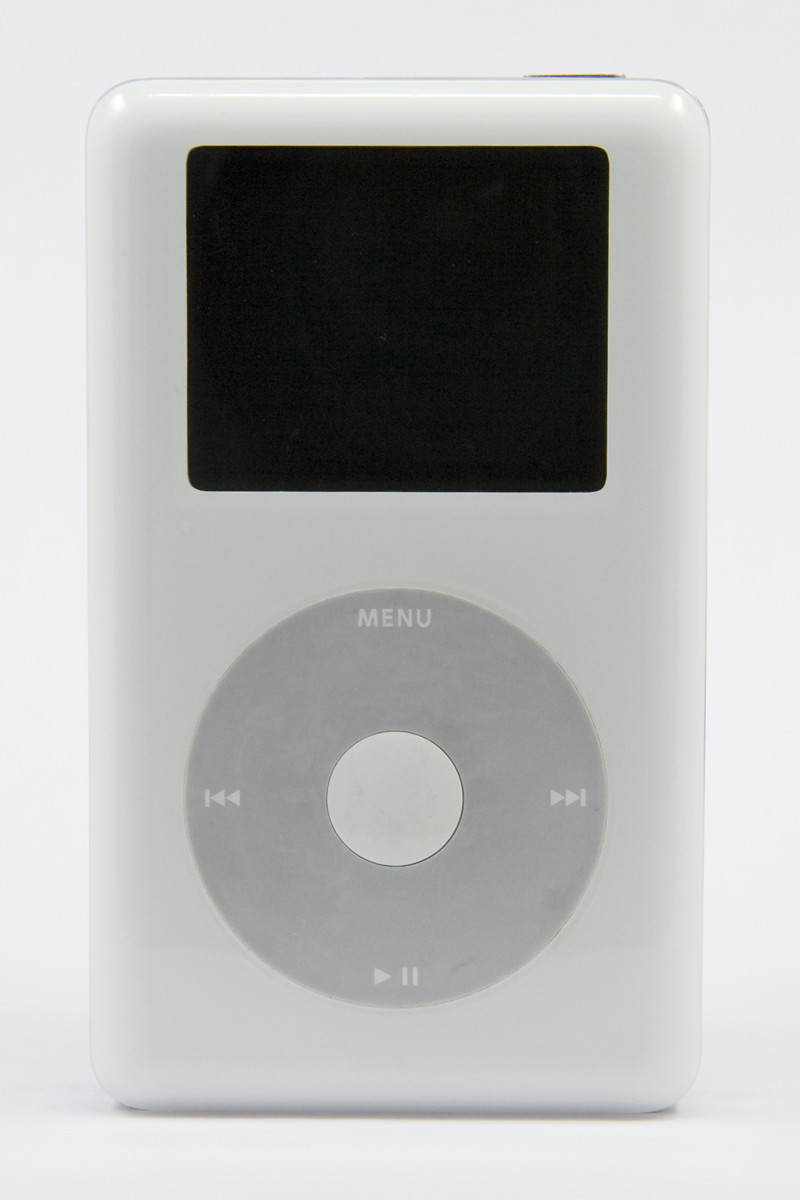
第4世代iPod

Appleは2004年7月19日に第4世代iPodを発表した。スティーブ・ジョブズは、自らが『ニューズウィーク』誌の表紙の被写体となるという、新しい広報手段の中でそれを発表した。
旧モデルからの分かりやすい相違点として、iPod miniで採用されたクリックホイールの導入がある。これはタッチセンサーに機械式スイッチを組み込んだもので、これ以降のホイール式のiPod、iPod nanoはすべてこの操作方式である。これにより、第3世代にあったホイールと画面の間のボタンは廃された。
Appleは、新しいiPodがソフトウェアの改善によってより効率的にバッテリーを使用できるため、バッテリー持続時間が12時間に伸びたと発表した。他の小さな改良点としては、トップ階層のメニュー上に "Shuffle Songs" のオプションを追加してユーザーの便宜を図ったことが挙げられる。それ以前のiPodでも、同様の操作ができるよう改善してほしいというユーザーからの多数のリクエストに応えて、Appleは2005年2月23日に1Gから3GのiPod向けにその新しいメニュー項目を追加するファームウェアアップデートをリリースした。
当初、第4世代iPodは旧モデルと同じく、グレイスケールのディスプレイで写真表示機能を持たなかった。また、20GBモデル（32,800円、299ドル）と 40GBモデル（42,800円、399ドル）の2種類が存在した。しかしAppleは20GBモデルの販売に注力するとし、2005年2月に40GBモデルの製造を中止した。グレイスケールの第4世代iPodは第3世代iPodよりわずかに（1mm 弱）薄くなり、USB接続によるバッテリー充電機能が採用された。
2005年6月にはiPod photoとの統合により、グレイスケール液晶はカラー液晶へと変更され、連続再生時間が約15時間になった。

#### iPod photo

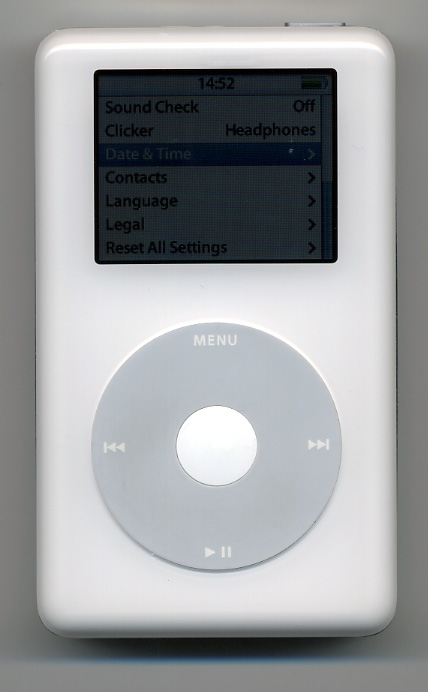
iPod photo

2004年10月28日に発表されたiPod photoは65,536色、220x176ピクセル画面が特徴であり、JPEG、BMP、GIF、TIFF、およびPNG画像を保存かつ表示する事が可能である。標準的なグレイスケール 4G iPodより1ミリメートル厚い（181g）。iPod photoはバッテリー持続時間が15時間であり、当然ながら音楽も再生できる。iPod photoのオリジナル版は、40GB（約10,000曲）モデルが54,800円（499ドル）そして60GB（約15,000曲）モデルが66,800円（599ドル）で提供された。
2005年2月23日、Appleは40GBモデルを廃止して、低価格30GBモデル（38,800円、349ドル）を発売し、60GBモデルの価格を値下げ（49,800円、449ドル）した。しかし、初期iPod photoと異なり、低価格60GBおよび新しい30GBモデルにはDock、FireWireケーブル、キャリングケース、またはAVケーブルが付属していない。アクセサリーはおおよそ120ドル相当である。

#### iPod with color display
2005年6月28日、主要なiPod製品のディスプレイをカラー化して、AppleはiPodおよびiPod photo製品を統合した。統合後の20GB iPodは前グレイスケール・バージョンと同じ価格、32,800円（299ドル）であり、能力はiPod photoと全く同一である。60GB iPod photoの価格は49,800円（449ドル）から45,800円（399ドル）へ値下げされ、349ドルの30GB iPod photoモデルは廃止された。
新しい製品のラインナップ提供の他に、AppleはiTunesをバージョン4.9へアップデートさせた。このアップデートにより、iTunes およびiPodにポッドキャスティング機能が追加された。
iPod上の画像整理には、Mac上ではiPhotoのアルバム機能を使用できる。iPhotoはiLifeソフトウェア・スイートに含まれており、iLifeはパッケージ製品があるほかに新規購入ハードウェアに付属している。iPhotoを使わないユーザの場合や Windows版iTunesユーザの場合はAdobe Photoshop Elements等のサードパーティ製ソフトウェアを使用するか、同期に使うフォルダを決めてFinderやエクスプローラ等で整理する必要がある。この違いはユーザに負担を少し掛けることになる。
2005年6月28日、AppleはiPodにUSBケーブルおよびUSB接続のACアダプターを同梱した。人気のあるオプション・アクセサリーにはDock、好みで標準のUSB接続の代わりとして使えるFireWire ケーブル、テレビなどに画像出力ができるiPod AV ケーブル、およびDockコネクタに接続してデジタルカメラの記憶装置からコンピュータを介さずiPodに直接画像を転送または表示するためのiPodカメラコネクタがある。

#### iPod U2 Special Edition（第4世代iPodベース）
2004年10月28日に、AppleはiPod U2 Special Editionと呼ばれる4G iPod 20GBのブラック&レッド・エディションをリリースした。38,800円（349ドル）で小売りされた。このモデルの特徴は、赤色のクリックホイールと、ロックバンドのU2のアルバム『How To Dismantle An Atomic Bomb』と同じ黒色の表面色、また背面にレーザーで彫刻されたバンドメンバー全員のサインである。U2の音楽の400曲以上が目玉の"The Complete U2"という"digital boxed set"が売値の50ドル引きになるiTunes Music Storeクーポンも含まれる。
2005年6月28日、iPodおよびiPod photo製品の統合を発表すると同時に、Appleは36,800円（329ドル）に値下げしたiPod U2 Special Editionにカラー画面および画像機能を付加した。
2005年10月12日、第5世代iPodの発売に伴い、販売終了となった。

### 第5世代

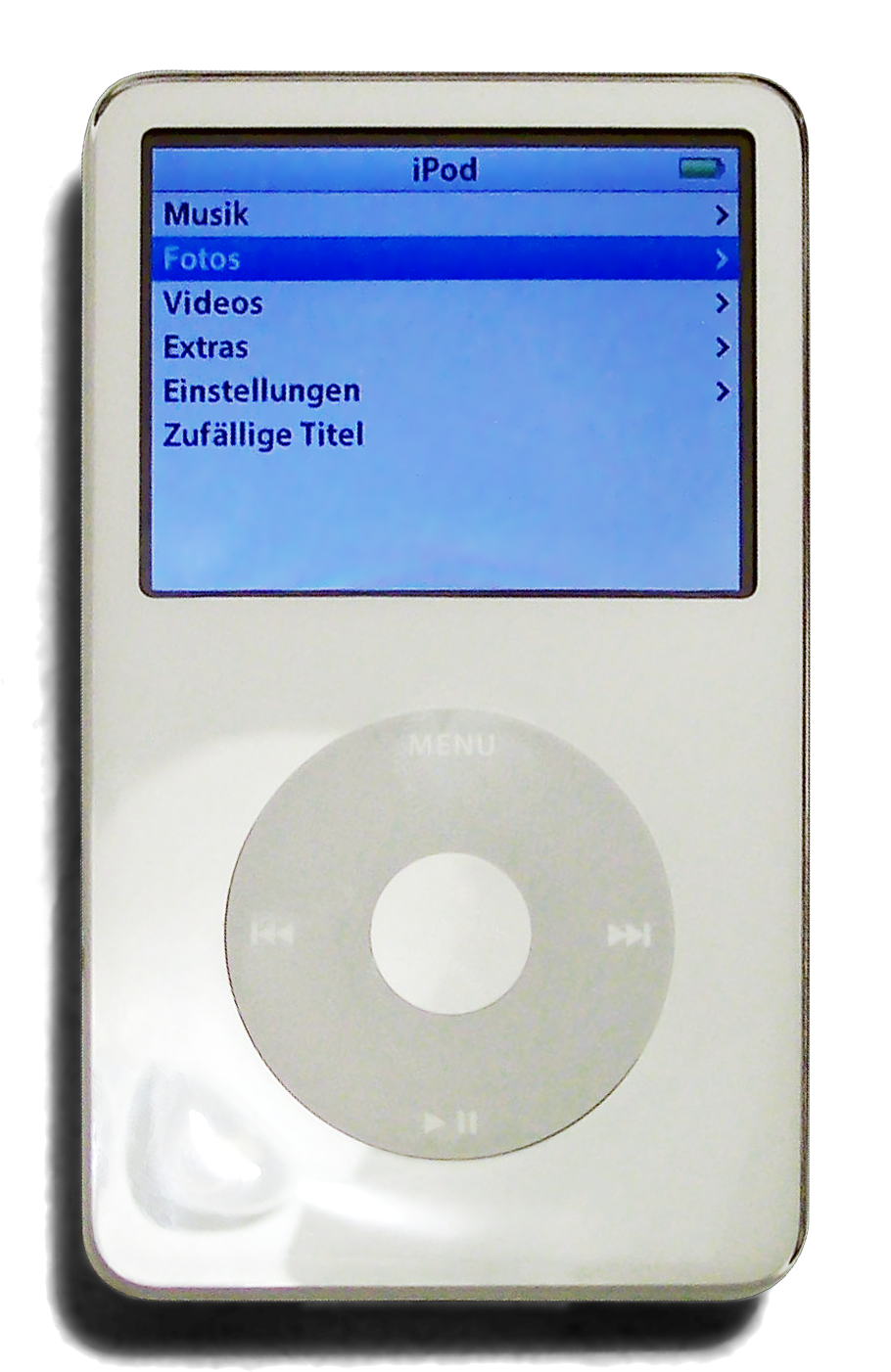
第5世代iPod

2005年10月12日19時半頃（現地時）、Appleは第5世代iPodをリリースした。30GB（音楽約7500曲、動画約75時間、連続音楽再生時間14時間、連続スライドショー再生時間3時間、連続動画再生時間2時間）34,800円（299ドル）、60GB（音楽約15,000曲、動画約150時間、連続音楽再生時間20時間、連続スライドショー再生時間4時間、連続動画再生時間3時間） 46,800円（399ドル）。カラーはiPod nanoと同じく、白および黒の2色をラインナップした。
画面は320x240ピクセル QVGA 2.5インチカラーディスプレイを搭載し、MPEG-4ビデオ、およびH.264ビデオや写真を閲覧することが可能である。動画の転送にはiTunes 6以降が必要である。動画閲覧に対応するため、第4世代と比較すると画面が大きくなったのが特徴である。第5世代よりリモコン接続端子が廃止された。また、FireWireでのデータ転送ができなくなった他、バッテリーは60GBについては音楽連続再生時間が20時間になった。その他に外見的な印象としては厚さが第4世代の20GBと第5世代の30GBの比較では14.5mmから11mmへ、第4世代の60GBと第五世代の60GBの比較では19mmから14mmへと以前のモデルよりもそれぞれ薄くなった。
また、AppleはiPod用に最適化された動画をiTunes Storeで販売している。スティーブ・ジョブズの会見によると、テレビドラマを放送した翌日にそれをiTunes Storeで有料で配信させる目的があり、米国ではテレビドラマ『LOST』というエミー賞受賞のドラマを放送後の翌日に売価1.99ドルで配信することを発表した。他にも米国で放送されたテレビドラマやショートアニメやPVを配信することが予定され、今後は映画などを配信を行うことが計画されている。ちなみに日本版iTunes StoreではPVとピクサーのショートアニメを販売する。開始当初の売価は1曲300円である。また、5.5世代との過渡期である2006年1月11日に、「iPod Radio Remote」という名で公式サポートがリクエストされていたFMラジオチューナー機能付きのワイヤードリモコンが発表され、第1世代以降のnanoおよび第5世代以降のiPodでFMラジオ放送が受信可能となった。ドック接続式のアクセサリで、接続するとiPodの画面に「ラジオ」の項目が追加され、チューニングが可能となる。米国とヨーロッパ標準では87.5MHzから107.9MHzのFM局に、日本標準では76MHzから90MHzのラジオ局に対応しており、任意で地域を選択可能である。電源はiPodから供給され、アンテナはリモコン接続のイヤフォンを利用しているために、リモコンにイヤフォンを接続していなければ受信不能となる。RDS（Radio Data System）にも対応しているが、日本のFMラジオ放送ではRDSを送信していないために放送局などの情報は表示されない。定価は日本では税込み5800円。

#### iPod U2 Special Edition（第5世代iPodベース）
2006年6月6日、Appleは第5世代iPod 30GBをベースとしたiPod U2 Special Editionを発表、同7日に直営店での販売を開始した。赤色のクリックホイールと黒色の表面色を特徴とし、裏の鏡面にU2メンバー全員のサインが刻印されているなど、第四世代iPodをベースとした前モデルの特徴を踏襲している。背面の金属部分も黒色という点が、第四世代iPodベースのモデルとの外見上最大の違いである。価格は38,800円（329ドル）。30分のiTunes Music Store限定U2ライブビデオを無料ダウンロードできるコード番号が付属する。2006年9月下旬には、第5.5世代をベースとしたiPod U2 Special Editionに置き換わり、液晶の輝度が60%向上したほか、ギャップレス再生にも対応した。

#### 第5.5世代
2006年9月12日（現地時）、Appleは第5世代をマイナーチェンジしたiPodを発表・発売した。30GBと80GBの2つのモデルがあり、ボディカラーは前世代機種同様に白と黒の2色。本体のサイズおよび重量は、30GBモデルでは前機種の30GBモデルと、80GBモデルでは前機種の60GBモデルと同じである。ディスプレイは前機種より輝度が60%増となった。連続再生時間は80GBモデルの音楽再生時で約20時間、動画再生時で約6時間半。価格は30GBモデルが29,800円（249ドル）、80GBモデルが42,800円（349ドル）。付属する白いイヤフォンもデザインが新しくなった（20 - 20,000Hz）。また、以下の機能は第5.5世代にて搭載されたものだが、第5世代でもiPodをアップデートすることで使用可能である。
- ギャップレス再生
- 画面の明度の設定
- 楽曲検索機能（英数字のみ対応）
- iTunes Storeにて購入したゲームのプレイ

なお、2006年9月12日以降に発売されたすべてのiPodパッケージにはiTunesが同梱されていないため、iTunesがプリインストールされていないコンピュータから曲などを転送して利用するためにはiTunesをインターネットから入手、又はWindows storeからの入手が必要である。

### 第6世代（iPod classic）

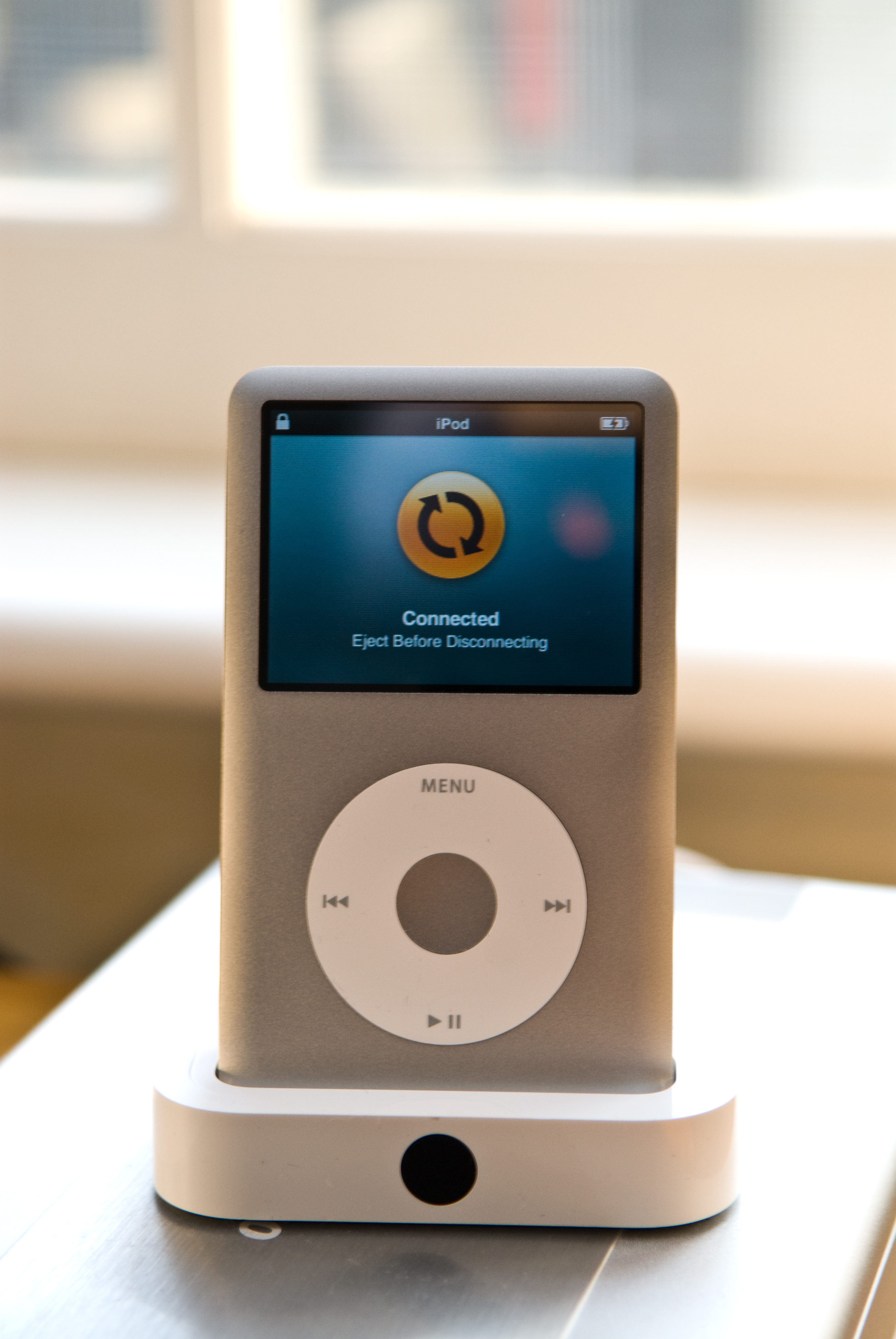
Dockで同期中のiPod classic

2007年9月5日（現地時）、Appleは6代目のiPodとしてiPod classicを発表した。このネーミングについてスティーブ・ジョブズは「オリジナルのモデルには説明するための名前をつけていなかった」としている。
80GB（MB029J/A, MB147J/A）と160GB（MB145J/A, MB150J/A）の2つのモデルがあり、画面サイズや大きさ高さは前世代機とほぼ同じだが、厚さは80GBモデルが10.5mm、160GBモデルが13.5mmと薄型化した。筐体前面は第3世代iPod nano同様のアルミ合金となった。シリアル番号の下3桁はY5N/YMU/YMV/YMXのいずれか(6.5世代の160GBとの差異はここで判断)。
カラーバリエーションは黒とシルバーの二色のみであり、第1世代よりiPodのイメージカラーだった白色モデルは姿を消しているが、シルバーは比較的白に近いカラーリングとされている。連続再生時間は80GBモデルは音楽再生が約30時間、ビデオ再生が5時間。160GBモデルで音楽再生が40時間、ビデオ再生が7時間。価格は80GBモデルが29,800円、160GBモデルが42,800円。
同時に発表された第3世代iPod nano同様、新たにCoverFlow機能が搭載され、コンポーネント外部出力によるプログレッシブ出力が可能となっている。また、iPod classicを利用するための iTunes がWindows 2000に対応していないため、Windows 2000での利用は非対応となった。

#### 第6.5世代（iPod classic）
Fall 2008
2008年9月9日（現地時）、AppleはiPod classic 120GB（MB562J/A,MB565J/A）を発表した。前世代機と違って1モデルで、カラーバリエーションは黒とシルバーの二色である。サイズは103.5mm×61.8mm×10.5mmで、80GBモデルのアップデートだが、背面のカーブが変わった。連続再生時間は、音楽再生が約36時間、ビデオ再生が6時間。価格は29,800円。
同時に発表された第4世代iPod nano同様、iTunes 8が必須となり、リモートコントローラとマイクの付いたイヤフォンに対応している。また、iTunes 8に新搭載されたGeniusプレイリスト機能にも対応している。
Fall 2009
2009年9月9日（現地時間）、AppleはiPod classic 160GB（MC293J/A,MC297J/A）を発表した。一度は廃止された160GBモデルだが、120GBモデルの更新という形での再登場となった（サイズは103.5mm×61.8mm×10.5mm。先々代の80G、先代の120Gとほぼ同じ）。Geniusプレイリスト機能にも対応している（また発売後行われたソフトウェアアップデートによりGenius Mixも対応された）。カラーバリエーションは黒とシルバーの二色である。連続再生時間は、音楽再生が約36時間、ビデオ再生が6時間。価格は24,800円と前モデルより下がった。
利用するには同時に発表された第5世代iPod nanoや第3世代iPod touch同様、iTunes 9が必須となる。
2010年9月1日（現地時間）に価格が22,800円に引き下げられた。米国での価格は249ドルで変更がない為、2010年8月から9月にかけての為替レートにおける円高傾向を反映したものと思われる。ハードウェアはFall 2009モデルから変更されておらず継続販売となっている。
2011年10月5日に価格が20,800円に引き下げられた。米国での価格は249ドル。
iPod classicシリーズでは本体に内蔵されているゲームの他にiTunes Storeからダウンロード購入したゲームも追加できたが、2011年10月に取り扱いを終了した。
2013年5月31日に価格が24,800円に引き上げられた。理由は明らかにされていないが、報道では為替レートの反映と報じている。